# Diana Winter

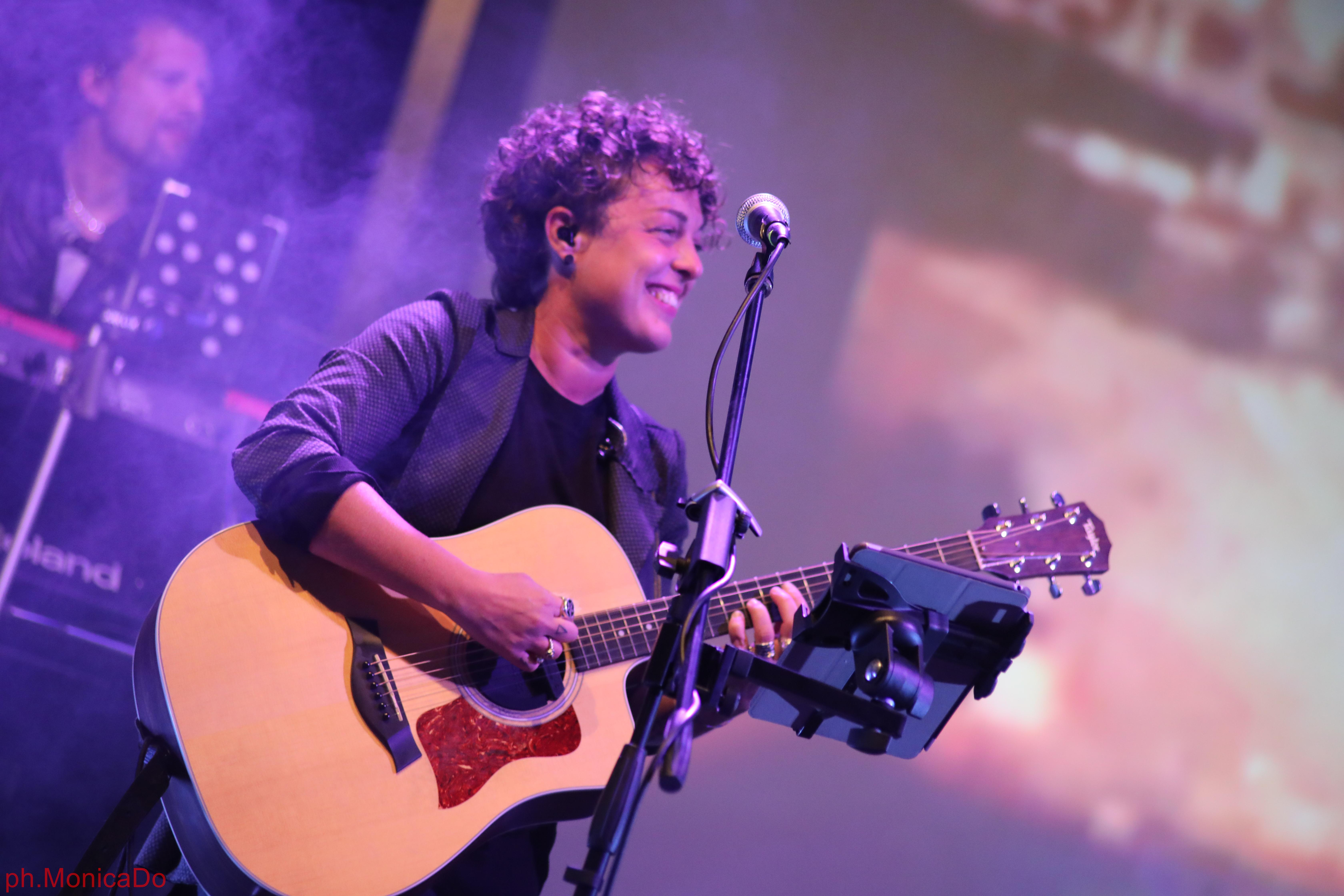
Diana Winter

Diana Winter (* 1985 in Florenz) ist eine österreichisch-italienische Musikerin.

## Leben
Winter wurde als Tochter eines Italieners und einer Österreicherin geboren. In ihrer Kindheit kam sie mit mehreren Sprachen und Kulturen in Kontakt. Da sie in einer musikalischen Familie aufwuchs – ihre Mutter ist eine klassische Pianistin – hörte sie als Kind verschiedenste Musikrichtungen von Bach bis hin zu Louis Armstrong. 1995 begann sie klassische Gitarre zu lernen, später wandte sie sich moderneren Gitarrenspielern wie De Moraes, Pernambuco, Ned Brower und Brindle zu.
Danach begann sie mit Komponieren und schrieb sie mit 14 Jahren ihren ersten Song. Sie begann außerdem ein Gesangstraining in einem Gospelchor. Als Teenager begann sie ihren eigenen Weg im Musikgeschäft zu beschreiten, indem sie in verschiedenen kleinen Clubs auftrat. Später wurden Chaka Khan, Stevie Wonder, Terence Trent D’Arby und Sarah Vaughan zu ihren Gesangsvorbildern. Im Jahre 2004 wurde Diana Winter vom Arrangeur, Gitarrist und Produzent Fabio Balestrieri entdeckt und ihr erstes Album „Escapizm“ erschien.

## Diskographie

### Alben
- Escapizm (2007)

### Singles
- Just a little
- Never ending tale

## Album Escapizm
Das Album wurde von Fabio Balestrieri für Kouyatè produziert und über einen Zeitraum von zwei Jahren in Italien, Belgien und Großbritannien aufgenommen. Grund hierfür war die Zusammenarbeit mit Phil Gould', der auch Rain und Dream Alone ko-produziert hat. Viele der Songs wurden in Phil Goulds Landhausstudio in Dorset aufgenommen. Die Produktion folgte der Idee, ein Album aus Tönen zu schaffen, was dem Wunsch von Fabio Balestrieri und Winter nach realer Musik entsprach, so wurde jedes Detail wurde mit echten Instrumenten gespielt. Diese Idee wurde bei Hours im Window Studio entwickelt, welches auch die meisten Instrumente aufgenommen hat – einschließlich des Klangs der Frösche am Bach.
Dabei wirkten der Mundharmonikaspieler Toots Thielemans, Percussionist Miles Bould, Kontrabassist Pino Pecorelli, Keyboarder und Sänger Mike Lindup, Bassisten Yolanda Charles und Mirco de Grandis sowie Violinspieler Neil Black mit. Das Mastering des Albums wurde von Martin Giles bei Alchemy Soho in London durchgeführt.